# پتیو دینکوف
پتیو دینکوف (بلغاری: Петьо Динков؛ زادهٔ ۸ دسامبر ۱۹۷۹) بازیکن فوتبال اهل بلغارستان است.